# Вильбушевич, Моше
Вильбушевич Моше (Моисей)  (1 мая 1869, Лососно — 13 июля 1952, Хайфа) — инженер, изобретатель, деятель сионистского движения.

## Биография
Родился недалеко от Гродно в небольшом поместье Лососно в семье владельца мельницы Зеэва (Вульфа) Бениаминовича Вильбушевича. Брат Г. Вильбушевича и М. Вильбушевич. С юных лет придерживался левых взглядов, симпатизировал эсэрам.
После 1895 г. работал на заводе «Технолог» в Минске.
С 1900 г. работал техническим директором на канавинском Маслобойном и техно-химическом заводе купца первой гильдии Зелика Персица в Нижнем Новгороде (позже известном как завод Акционерного Общества «Салолин», исторический предшественник Нижегородского масложирового комбината (НМЖК)). Предложил Персицу использовать туркестанскую хлопковую семечку для получения растительного масла. Занимался исследованиями в области гидрогенизации растительных жиров.
Участвовал в работе Нижегородского отделения Императорского технического общества.
В 1912 г. по поручению группы сионистов («палестинофилов») — Зелика и Иосифа Персицев, Ахад ха-Ама, Высоцких — М. Вильбушевич ездил в Палестину для изучения вопроса строительства там фабрик для будущих евреев-переселенцев из России и Европы.
Изучал философию, медицину и астрономию в университете Цюриха с 1913 или 1914 г. В Цюрихе познакомился с В. И. Лениным. В 1917 г. получил предложение от Ленина вернуться в Россию в «пломбированном вагоне», но отказался от него. После революции активы Вильбушевича в России были конфискованы большевиками.
В 1919 эмигрировал в Эрец-Исраэль. Изобретатель в области пищевой промышленности и технологии (маргарин, хлеб из цельного зерна — «живой хлеб»). Вместе с братьями основал завод «Шемен» в Хайфе. Там же построил крупнейшие мельницы и завод по производству цемента «Нешер».
Посвятил себя исследованию влияния климата на флору и фауну. Для этого на собственные средства создал лабораторию для исследования климата (которая позднее была преобразована в метеорологический факультет) при Еврейском университете.